# Ołeksandr Malewanow
Ołeksandr Wasylowycz Malewanow (ukr. Олександр Васильович Малєванов, ros. Александр Васильевич Малеванов, Aleksandr Wasiljewicz Malewanow; ur. 13 lutego 1974) – ukraiński piłkarz grający na pozycji obrońcy.

## Kariera piłkarska

### Kariera klubowa
W 1992 rozpoczął karierę piłkarską w drużynie rezerwowej Szachtara Donieck, a 8 sierpnia 1993 debiutował w podstawowym składzie. Na początku 1995 został piłkarzem Wołyni Łuck. Latem 1996 przeszedł do Metałurha Donieck. Latem 1998 wyjechał do Mołdawii, gdzie bronił barw Sheriffa Tyraspol. W latach 2000–2001 występował w amatorskich zespołach Fortuna Szachtarsk, Monolit Konstantynówka i Szachtar Ługańsk. Na początku 2002 został piłkarzem Desny Czernihów. Jesienią 2002 zakończył karierę piłkarską w Stali Dnieprodzierżyńsk.

## Sukcesy i odznaczenia

### Sukcesy klubowe
- wicemistrz Ukrainy: 1994
- mistrz Ukraińskiej Pierwszej Lihi: 1997
- zdobywca Pucharu Mołdawii: 1999